# Порушення і недисциплінована поведінка (футбол)
Правило 12  Правил гри у футбол описує види порушень і покарання, передбачені за них.

## Види порушень

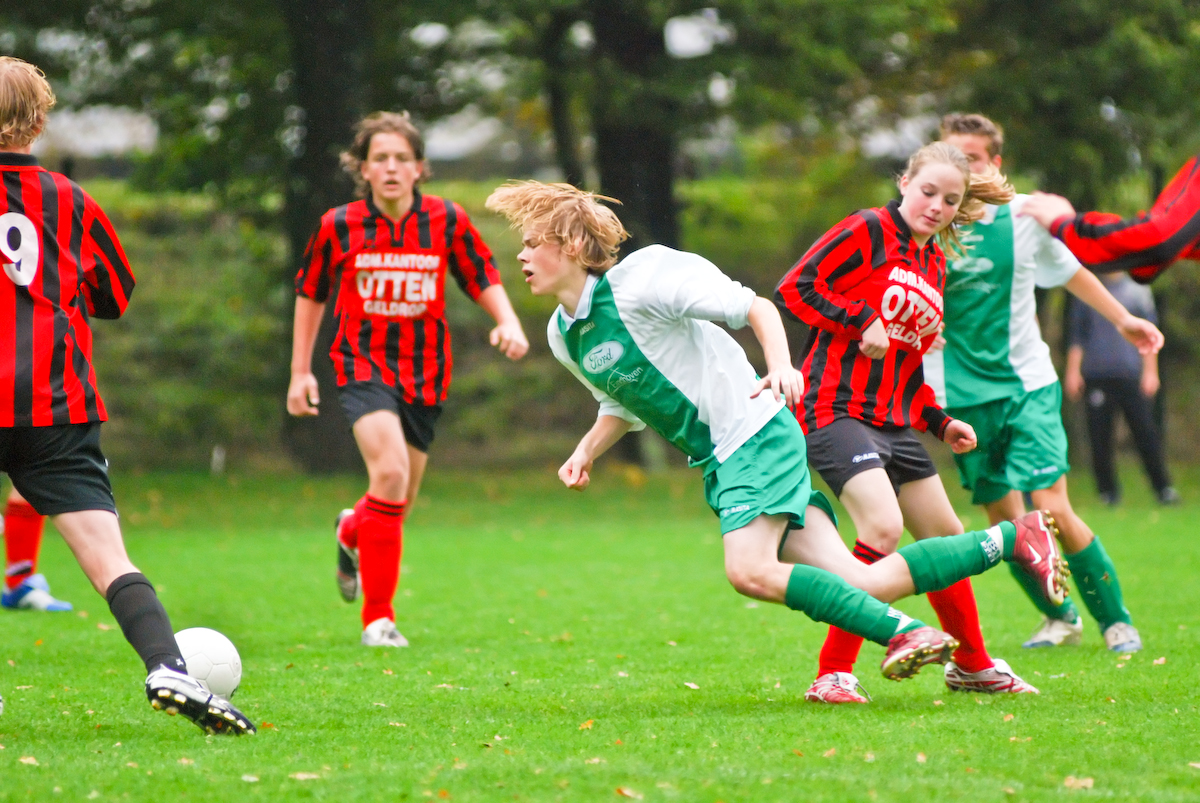
Гравець порушує правила, виконуючи підніжку

### Порушення, що караютьсяштрафним ударом
Дії, які суддя розцінив як недбалі, безрозсудні або надмірно фізично агресивні:
- Удар або спроба вдарити суперника ногою;
- Підніжка або спроба зробити суперникові підніжку;
- Стрибок на суперника;
- Атака суперника;
- Удар або спроба вдарити суперника рукою;
- Поштовх суперника.

Право виконання штрафного удару буде надано протилежній команді і в тому випадку, якщо гравець:
- Затримає суперника
- Плюне в суперника;
- Виконуючи підкат, зачепить суперника до того, як торкнеться м'яча;
- Навмисне зіграє в м'яч рукою (крім воротаря у своєму  штрафному майданчику).

### Порушення, що караютьсявільним ударом
Протилежна команда отримає право на виконання вільного удару, в разі, якщо воротар:
- Навмисне затягує відновлення гри, утримуючи м'яч у руках більше шести секунд;
- Повторно торкнеться м'яча руками після того, як випустить його з рук але до того, як м'яч торкнеться когось із гравців;
- Торкнеться м'яча руками після умисного пасу ногою партнера по команді;
- Торкнеться м'яча руками безпосередньо після вкидання, виконаного партнером по команді.

Також вільний удар повинен бути призначений, якщо будь-хто з гравців:
- Зіграє небезпечно;
- Блокує просування суперника;
- Перешкодить воротареві випустити м'яч із рук;
- Здійснить будь-яке інше порушення, після якого гра зупиняється для винесення винному гравцеві попередження або видалення його з поля.

### Порушення, що караютьсяпопередженням
Гравець основного складу отримує попередження з показом жовтої картки у випадку, якщо здійснить одне з таких порушень:
- Винен у неспортивній поведінці;
- Словом або дією демонструє незгоду з рішенням судді;
- Систематично порушує Правила;
- Навмисне затягує відновлення гри;
- Не дотримується визначену відстань при поновленні гри штрафним, вільним або кутовим ударами або вкиданням з-за бокової лінії;
- Виходить, повертається або самовільно йде з поля без дозволу судді.

Запасний або замінений гравець отримує попередження з показом жовтої картки, у разі, якщо він:
- Винен у неспортивній поведінці;
- Словом або дією демонструє незгоду з рішенням судді;
- Навмисне затягує відновлення гри.

### Порушення, що караютьсявидаленням
Гравець основного складу, запасний або замінений гравець повинен бути вилучений з поля (з технічної зони) з показом червоної картки у випадку, якщо він:
- Винен у серйозному порушенні Правил;
- Винен в агресивному поводженні;
- Плюне в суперника чи будь-яку іншу особу;
- Позбавить суперника, що просувається до воріт, явної можливості забити гол за допомогою порушення Правил, що карається штрафним, вільним або 11-ти метровим ударом (здійснить т.зв. «фол останньої надії»);
- Використовує образливі або нецензурні вирази (жести);
- Підкат ззаду;
- Отримує друге попередження в одному матчі.

Будь-який видалений гравець повинен покинути межі поля і прилеглого до нього простору, включаючи технічну зону.